# Alex Baptiste
Pour les articles homonymes, voir Baptiste.
Alexandre « Alex » Baptiste est un footballeur anglais, né le 31 janvier 1986 à Sutton-in-Ashfield dans le Nottinghamshire. Il évolue actuellement aux Bolton Wanderers au poste de défenseur.

## Biographie
Le 1er mars 2016, il est prêté à Sheffield United.
Le 31 août 2016 il est prêté à Preston.
Le 7 août 2017, il rejoint Queens Park Rangers.
Le 31 janvier 2019, il est prêté à Luton.
Le 2 août 2019, il rejoint Doncaster Rovers.

## Carrière
- 2002-2008 :  Mansfield Town FC (L1 & L2)
  - 2003-2004 :  Tamworth FC (CN) (prêt)
  - 2004 :   Burton Albion FC (CN) (prêt)
- 2008-2013 :  Blackpool FC (CH & PL)
- 2003-2015 :  Bolton Wanderers FC (CH)
  - 2014-2015 :  Blackburn Rovers  (CH)  (prêt)
- Depuis 2015 :  Middlesbrough FC (CH)[1]